# Associazione Calcio Bra
La Associazione Calcio Bra es un club de fútbol de Italia, con sede en Bra, en Piamonte. Fue fundado en 1913 y refundado en 1937. Compite en la Serie C, tercera categoría del fútbol italiano.

## Historia
Fue fundado en el año 1913 como Unione Sportiva Braidese, siendo presidente el conde Augusto Palma di Cesnola. El club ha jugado en varias ocasiones tanto en la Serie C1 como en la Serie C2, aunque en los últimos años ha estado en la Serie D y en la Eccellenza.

## Palmarés

### Torneos interregionales
- Serie D (2): 2012-13 (Grupo A), 2024-25 (Grupo A)

### Torneos regionales
- Eccellenza Piemonte-Valle d'Aosta (1): 2011-12 (Grupo B)
- Promozione Piemonte-Valle d'Aosta (1): 1987-88 (Grupo C)
- Prima Categoria Piemonte-Valle d'Aosta (1): 1974-75
- Seconda Categoria Piemonte-Valle d'Aosta (1): 1971-72
- Prima Divisione Piemonte-Valle d'Aosta (1): 1939-40
- Seconda Divisione Piemonte-Valle d'Aosta (1): 1938-39
- Terza Categoria Cuneo (1): 1970-71